# Boquira
Boquira là một đô thị thuộc bang Bahia, Brasil. Đô thị này có diện tích 1430,78 km², dân số năm 2007 là 22351 người, mật độ 15,62 người/km².